# Michael Krons

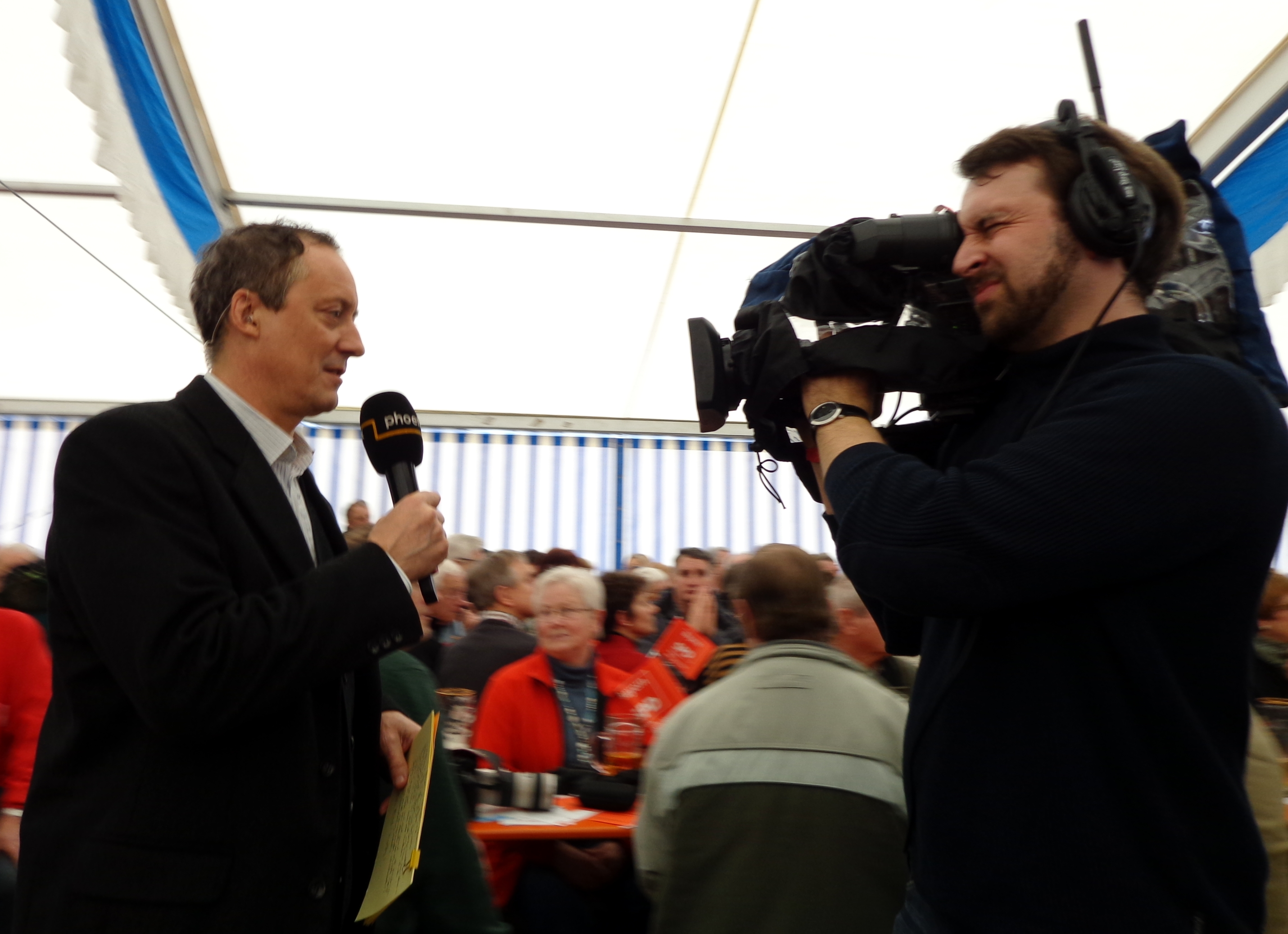
Michael Krons (links), 2013

Michael Krons (* 30. Januar 1957 in Köln) ist ein deutscher Fernsehjournalist und Moderator. Von 2001 bis 2022 arbeitete er als Redakteur und Moderator bei Phoenix, dem Informationskanal von ARD und ZDF.

## Leben und Ausbildung
Krons besuchte nach der Grundschule das Apostelgymnasium in Köln-Lindenthal. Während seiner Schulzeit arbeitete er für die Schülerzeitung und gründete eine Film-AG. Er betrieb lange Jahre Leistungssport Judo und Karate.
Nach dem Abitur begann Krons in Köln ein Studium der Politologie, Germanistik, Pädagogik und Filmwissenschaften. Er setzte das Studium nach einigen Semestern an der Freien Universität Berlin fort und erwarb im Jahr 1985 den Magister Artium (M.A.). Während des Studiums arbeitete Krons u. a. beim Kölner Stadtanzeiger und General-Anzeiger Bonn als freier Mitarbeiter. Zudem war er als Regieassistent beim Westdeutschen Rundfunk tätig.

## Beruf
Nach dem Magisterabschluss wurde Krons 1987 Redakteur der Frankfurter Allgemeinen Zeitung, wo er sich bald der Wirtschaft widmete. Nach dem Mauerfall 1989 berichtete Krons über den wirtschaftlichen und politischen Aufbau in den neuen Ländern.
1990 wechselte Krons zu einer Fernsehproduktion von Gruner und Jahr in Köln und baute dort unter der Leitung von Johannes Groß und Theo Sommer die neuartige Talksendung Tacheles auf. Sie war eine Mischung aus kurzen Reportagen und kontroversen Einzelgesprächen der beiden Moderatoren Groß und Sommer mit den Gästen.
Im Jahr 1992 wurde Krons Leiter der Parlamentsredaktion des ersten deutschen Nachrichtensenders n-tv in Bonn. Dort begann er zudem seine Moderationstätigkeit in der täglichen Sendung Villa Bonn.
Vom Privatfernsehen ging Krons 1994 zur Parlamentsredaktion der ARD in Bonn und berichtete als Reporter für die Sendungen Tagesschau und Tagesthemen sowie den Bericht aus Bonn.
Vier Jahre später, mit dem Umzug der Regierung in die Hauptstadt Berlin, wurde Krons leitender Redakteur im ZDF beim Magazin Frontal. Dort widmete er sich drei Jahre lang investigativen Reportagen und Berichten.
Von 2001 bis 2022 arbeitete Krons beim Informationssender Phoenix. Er war zunächst stellvertretender Redaktionsleiter und Moderator der abendlichen Informationssendung Phoenix der Tag. Zusätzlich übernahm er die Moderation von Themensendungen.
Dazu gehörte im Jahr 2007 auch die Berichterstattung über den sechsmonatigen Langzeitflug des deutschen Astronauten Thomas Reiter, den Michael Krons mit über 100 Sondersendungen und Reportagen journalistisch begleitete. Die reichhaltige Berichterstattung floss dabei auch in Sendungen von ARD und ZDF ein. Im Jahr 2010 wurde Krons zum leitenden Redakteur der Programmgeschäftsführung berufen.
Ab 2010 moderierte Krons zusätzlich zur Informationssendung Phoenix der Tag auch eine eigene Sendung, das Talkformat Phoenix persönlich. Er moderierte außerdem Sondersendungen und Themenschwerpunkte live vor Ort (US-Wahlen, Präsidentschaftswahlen in Frankreich, Sondersendungen zum Arabischen Frühling). Schwerpunkte der Moderationen und Vor-Ort-Reportagen waren internationale politische und wirtschaftliche Entwicklungen.
Ab 2019 war Krons zudem regelmäßig EU-Korrespondent in Brüssel und Straßburg. Im Dezember 2022 moderierte er nach zwanzig Jahren zum letzten Mal die Sendung „Phoenix der Tag“ und musste auch seine eigene Talksendung „im dialog – phoenix persönlich“ nach zwölf Jahren aus Altersgründen aufgeben.
Nach seiner Pensionierung durch das ZDF ist Krons beim Bureau of Communication (BOC) in Düsseldorf als Seniorpartner eingestiegen. BOC berät in strategischer Kommunikation und Unternehmenskrisen.
Krons ist weiterhin Lehrbeauftragter der Universität Bonn und bildet im Rahmen der Aus- und Fortbildung an der ARD.ZDF medienakademie Moderatoren aus. Zudem ist er einer der Leiter des Twinningprojekts der Europäischen Kommission zur Fortbildung von Journalisten in Südosteuropa.
Michael Krons lebt und arbeitet in Bonn und Berlin.

## Auszeichnungen
Für seine halbstündige Reportage über neue Autoantriebe in den USA bekam Krons im Jahr 1995 den OttoCar in Gold, den Preis des Verbandes der Automobilindustrie.
2002 erhielt Krons, der sich seit Beginn seiner journalistischen Tätigkeit immer wieder der wirtschaftlichen und technischen Entwicklung in der Luft- und Raumfahrt widmete, den Sonderpreis der Luft- und Raumfahrtpresse für seine regelmäßige Berichterstattung zu Luftfahrtthemen.
Diesem folgte im Jahr 2007 der renommierte Hugo-Junkers-Preis für die Phoenix-Reportagereihe ALL-Tag - Die Thomas-Reiter-Mission.
Im Jahr 2012 wurde Michael Krons mit dem Moderatorenteam der Sendung der tag für den Deutschen Fernsehpreis nominiert.